# Cleghorn (Iowa)
Pour les articles homonymes, voir Cleghorn.
Cleghorn est une ville du comté de Cherokee, en Iowa, aux États-Unis. Elle est incorporée le 25 janvier 1901.

## Source de la traduction
- (en) Cet article est partiellement ou en totalité issu de l’article de Wikipédia en anglais intitulé « Cleghorn, Iowa » (voir la liste des auteurs).